# Мерилин Хорн
Мерилин Хорн (енгл. Marilyn Horne; Бредфорд, 16. јануар 1934) је амерички колоратурни мецосопран.
Студирала је на Универзитету Јужне Калифорније у Лос Анђелесу. Године 1954. позајмила је свој глас за филм „Кармен Џоунс“. У Немачку је отишла 1958. где је склопила уговор са опером у Гелзенкирхену. Ту је наступала у великим улогама лирских сопрана: Мини у опери Кћи Запада, Мими у опери Боеми, Антонија у опери Хофманове приче. Пратио ју је њен будући супруг, Хенри Луис.
Вратила се у САД 1960. Осетила је да се не осећа комфорно када пева високе тонове и почела је да вежба у доњем регистру. Постала је колоратурни мецосопран са очуваном способношћу да досегне високе тонове. Почела је дугогодишњу сарадњу са аустралијском сопранисткињом Џоан Садерленд. Постигле су велики успех 1964. са опером Норма у њујоршком Метрополитену, и наредне године са опером Семирамида. Постале су тражене широм света. Хорн је први пут наступала у Скали 1969. Пуну певачку зрелост достигла је око 1970. Постала је препознатљива по насловној улози Танкредија у којој је наступала до 1989. Године 1975. поново је наступала у Метрополитену у Хендловој опери Риналдо. Барокне опере тада нису биле у моди, али је виртуозни наступ Мерилин Хорн допринео препороду овог оперског жанра. Певала је и као протагониста у Вивалдијевој опери Бесни Орландо у њеном првом модерном извођењу у Венецији 1979. Са овом продукцијом гостовала је широм света до 1989.
Међу њеним великим улогама биле су: Далила, Еболи, Изабела, Кармен и Орфеј у Метрополитену, Амнерис у Берлину, Хендлов Орландо у Венецији...
У каснијој каријери Мерилин је сталним радом мењала свој регистар и почела да пева росинијевске алтовске улоге. Каријеру је окончала 1998.